# Karkamış
Karkamış (kurdisch گرگامێش Girgamêş) ist eine Stadtgemeinde (Belediye) im gleichnamigen Ilçe (Landkreis) der Provinz Gaziantep in der türkischen Region Südostanatolien und gleichzeitig ein Stadtbezirk der 1986 gebildeten Büyükşehir belediyesi Gaziantep (Großstadtgemeinde/Metropolprovinz) in der Türkei. Seit der Gebietsreform ab 2013 ist die Gemeinde flächen- und einwohnermäßig identisch mit dem Landkreis. 
Karkamış liegt im Südosten der Provinz und grenzt im Osten an die Provinz Şanlıurfa und im Süden an Syrien. Hier befindet sich ein Grenzübergang zur syrischen Stadt Dscharabulus. Der Kreis/Stadtbezirk ist flächen- und einwohnermäßig der kleinste der Provinz/Büyükşehir Gaziantep. Die Bevölkerungsdichte beträgt etwas mehr als ein Zehntel des Provinzwertes (32,5 ÷ 308,9 Einw. je km²).
Die Stadt ist nach der antiken Stadt Karkemiš benannt und liegt am Fluss Euphrat. Die im Stadtlogo vorhandene Jahreszahl (1961) dürfte auf das Jahr der Ernennung zur Stadtgemeinde (Belediye) hindeuten.

## Verwaltung
Der Kreis wurde durch das Gesetz Nr. 3644 im Jahr 1990 vom südlichen Teil des Kreises Nizip abgespalten. Alle 37 Dörfer (Köy) des Bucak Barak und die Belediye Karkamış wechselten zum neuen Kreis, wodurch der Quellkreis Nizip etwa 22,5 % seiner Fläche (VZ 1990: 304 von 1.348 km²) einbüßte. Zur ersten Volkszählung nach der Eigenständigkeit wurden 15.380 Einwohner ermittelt, davon 3.430 in der Kreisstadt.
(Bis) Ende 2012 bestand der Landkreis neben der Kreisstadt aus 35 Dörfern (Köy), die während der Verwaltungsreform 2013/2014 in Mahalle (Stadtviertel/Ortsteile) umgewandelt wurden. Die vier Mahalle der Kreisstadt blieben unverändert erhalten. Durch die Herabstufung der Dörfer stieg die Anzahl der Mahalle auf 39. Ihnen steht ein Muhtar als oberster Beamter vor.
Ende 2020 lebten durchschnittlich 248 Menschen in jedem Mahalle, 1.009 Einw. im bevölkerungsreichsten (Etiler Mah.).